# Gregório Warmeling
Dom Gregório Warmeling (São Ludgero, 17 de abril de 1918 – Joinville, 3 de janeiro de 1997),  filho de Henrique Warmeling e Rosa Wessaler, foi um bispo católico. Foi o segundo bispo da Diocese de Joinville, em Santa Catarina.
Dom Gregório Warmeling foi ordenado padre no dia 5 de setembro de 1943. Recebeu a ordenação episcopal no dia 29 de junho de 1957, das mãos de Dom Joaquim Domingues de Oliveira, Dom Anselmo Pietrulla, OFM e Dom Inácio Krause, CM.
Lema: Mihi vivere Christus (Meu viver é Cristo)

## Atividades durante o episcopado
Bispo Diocesano de Joinvile-SC (1957 - 1994). Participou do Concílio Vaticano II em todas as sessões.
Renunciou ao munus episcopal no dia 9 de março de 1994.

## Ordenações episcopais
Dom Gregório foi o principal celebrante da ordenação episcopal de Dom Antônio Possamai, S.D.B.
Dom Gregório Warmeling foi concelebrante da ordenação episcopal de:
- Dom Honorato Piazera, S.C.I.
- Dom Frei Quirino Adolfo Schmitz, O.F.M.
- Dom Tito Buss
- Dom José Jovêncio Balestieri, S.D.B.
- Dom Orlando Brandes

Morreu em Joinville em 3 de janeiro de 1997. Está sepultado na Cripta da Catedral de Joinville.